# Сафаров, Рафаэль Суренович
Рафаэ́ль Суре́нович Сафа́ров (8 ноября 1947; Тбилиси, СССР — 26 мая 2019, Москва, Россия) — советский футболист и тренер.

## Карьера

### Клубная
Воспитанник грузинского футбола. Его первой командой мастеров стал «Локомотив» Тбилиси, в котором он играл на позиции нападающего и в трёх матчах чемпионата 1965 года отметился тремя мячами. Следующие два сезона он уже провёл в составе «Арарата», который в 1966 году вернулся в высшую лигу, но в ереванском клубе он играл на позиции защитника. В 1967 году выступал за «Динамо» из Батуми, а в 1970 году уже играл во вновь созданной первой лиге чемпионата СССР за «Локомотив» Тбилиси. В 1971 году вернулся в «Арарат», где провёл 1 матч в чемпионате СССР, в котором команда завоевала серебро. Далее играл в «Шахтёре» Горловка и «Лори» Кировакан. Затем продолжил карьеру в махачкалинском «Динамо», хотя мог оказаться в Минске, Ереване или Ростове-на-Дону. Тем не менее в итоге он очутился именно в Махачкале, о местоположении которой, по собственному ироничному признанию, ранее не ведал. Сыграл за команду из столицы Дагестана 45 матчей за три сезона, после чего завершил карьеру игрока.

### Тренерская
После завершения карьеры работал тренером «Динамо» (Махачкала). С основания в 1987 году в Махачкале РСДЮШОР-2, которую в простонародье называют «маркаровской», работал детским тренером.
Перед началом сезона 1995 года Сафаров стал главным тренером «Анжи», заменив на этом посту Вячеслава Лёгкого. По ходу сезона 1995 года был уволен. Его место занял Александр Маркаров.

### Воспитанники
- Михаил Куприянов
- / Нарвик Сирхаев
- Сергей Кожанов
- Мурат Магомедов
- Али Гаджибеков
- / Мурад Гусейнов
- Анзур Садиров[5]

## Достижения
- Серебряный призёр чемпионата СССР: 1971